# Awateria crossei
Awateria crossei é uma espécie de gastrópode do gênero Awateria, pertencente a família Borsoniidae.